# Tropy Elbląskie

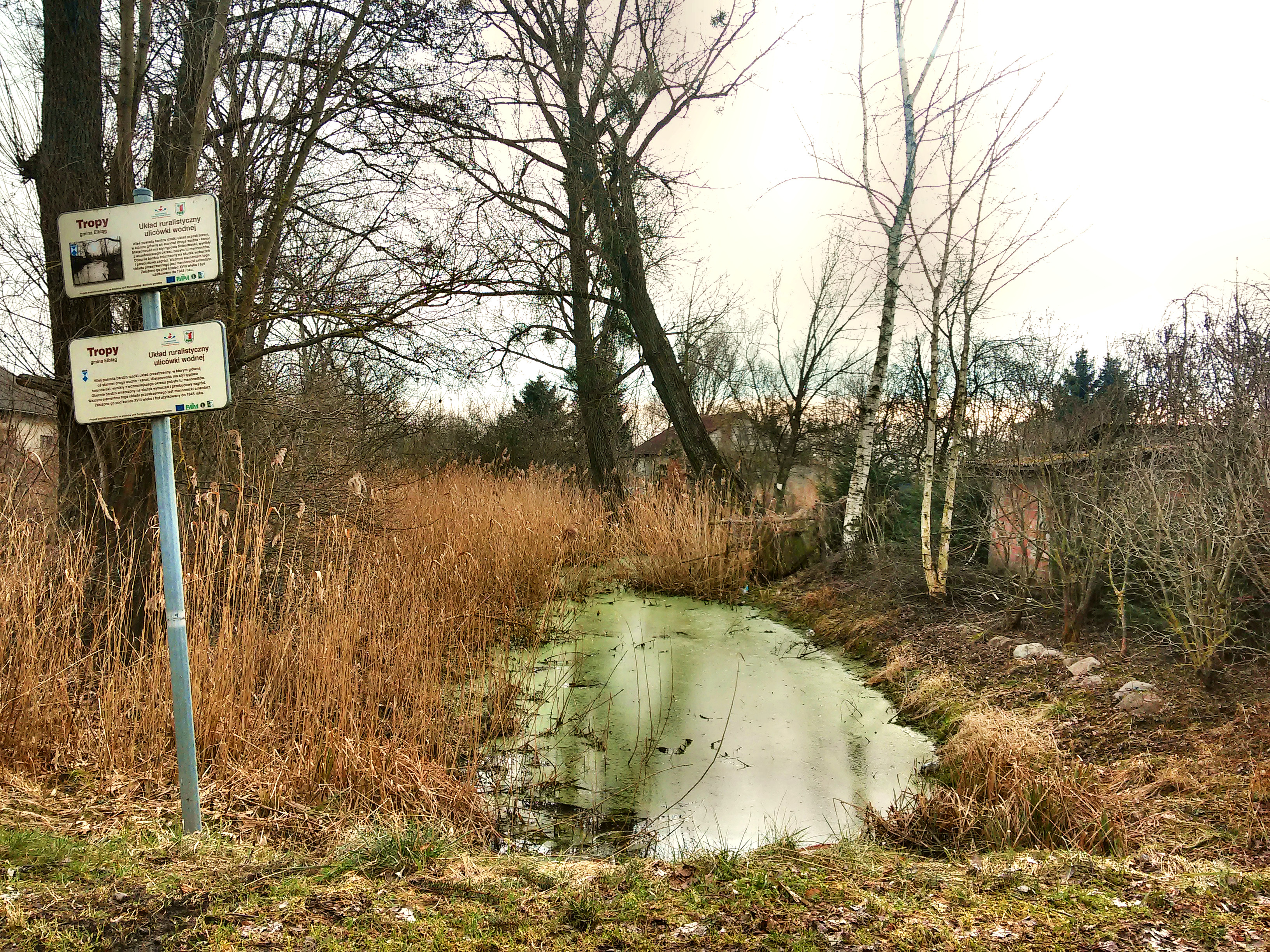
Kanal bei Tropy Elbląskie

Tropy Elbląskie (deutsch Streckfuß) ist ein Dorf in der Landgemeinde Elbląg in der polnischen Woiwodschaft Ermland-Masuren. 2018 lebten hier 93 Einwohner. Es liegt am Drausensee und an einem Fluss (Thiene), etwa vier Kilometer nördlich von Elbląg (Elbing).

## Geschichte
Es ist unbekannt, seit wann ein Fischerdorf an den Ufern des Flusses und des Drausensees bestand.
Die Siedlung wurde zeitweise von Mennoniten bewohnt, von deren Bauweise noch Wohnhäuser zeugen, die direkt an den Wasserstraßen gebaut und vor allem mit Booten erreichbar waren. Die Einwohner lebten vor allem vom Fischfang.
1636 gab es bereits eine Schulordnung. In dieser Zeit gehörte der Ort zu Polnisch-Preußen. Nach 1772 wurde er in den Landkreis Elbing in der Provinz Westpreußen eingegliedert. 1861 wurde ein neues Schulgebäude gebaut. Um 1925 lebten 344 Einwohner in Streckfuß (Tropsy).

## Sehenswürdigkeiten
- Wohnhäuser am Wasser, mit holländischer Bauweise, meist als Vorlaubenhäuser
- Wasserstraßen, die als Verkehrswege angelegt waren
- Reste eines Friedhof[1]